# Маня, Кристиан
Кристиан Мариан Маня (рум. Cristian Marian Manea; родился 9 августа 1997 года, в Констанце, Румыния) — румынский футболист, защитник клуба «ЧФР Клуж» и сборной Румынии.

## Клубная карьера
Кристиан Маня родился в Констанце. Начал заниматься футболом в академии Георге Хаджи — юношеской системе клуба «Вииторул». В 2014 году он был переведён в первую команду «Вииторула» и дебютировал за неё 21 апреля в матче против «Стяуа» (0:3). Он вышел на замену и, хоть его команда и проиграла с крупным счётом, смотрелся очень неплохо. В большинстве оставшихся матчей румынского первенства Кристиан выходил на поле с первых минут. Всего в своём дебютном сезоне он провёл пять встреч. В следующем сезоне молодой игрок стал основным правым защитником.
10 февраля 2016 года, ProSport сообщил, что Маня подписал контракт с лимассолским «Аполлоном», хотя ещё 15 сентября 2014 года, румынские СМИ Dolce Sport сообщали, что «Челси» намерен подписать игрока сборной Румынии, сумма трансфера должна составить 2,3 млн фунтов.
28 августа 2015 года Маня перешёл в клуб «Мускрон-Перювельз», выступающий в бельгийской Про-лиге, на правах аренды до конца сезона. 2 декабря дебютировал за «Мускрон-Перювельз», выйдя в основном составе на матч 1/16 финала Кубка Бельгии против «Ауд-Хеверле Лёвен» (1:0). 22 декабря дебютировал в Про-лиге, выйдя на замену в матче 16-го тура против «Шарлеруа» (0:1), провел на поле 8 минут.

## Международная карьера
Выступал за сборные Румынии до 16, до 17, до 19. 9 апреля 2014 года, Маня был вызван в молодёжную сборную Румынии в возрасте 17-ти лет. 24 мая 2014 года, Маня был вызван тренером Виктором Пицуркэ в национальную сборную Румынии, после всего лишь 5 матчей на клубном уровне. Дебютировал в основном составе сборной Румынии в товарищеском матче против сборной Албании 31 мая 2014 года, который закончился победой 1:0, а Маня стал самым юным футболистом в истории своей сборной, побив предыдущий рекорд, установленный Грацьяном Сепи в 1928 году.

## Статистика выступлений

### Клубная статистика
| Выступление       | Выступление      | Выступление      | Лига | Лига | Кубок страны | Кубок страны | Кубок лиги | Кубок лиги | Еврокубки | Еврокубки | Итого | Итого |
| Клуб              | Лига             | Сезон            | Игры | Голы | Игры         | Голы         | Игры       | Голы       | Игры      | Голы      | Игры  | Голы  |
| ----------------- | ---------------- | ---------------- | ---- | ---- | ------------ | ------------ | ---------- | ---------- | --------- | --------- | ----- | ----- |
| Вииторул          | Лига I           | 2013/14          | 5    | 0    | 0            | 0            | 0          | 0          | 0         | 0         | 5     | 0     |
| Вииторул          | Лига I           | 2014/15          | 26   | 2    | 1            | 0            | 2          | 0          | 0         | 0         | 29    | 2     |
| Вииторул          | Итого            | Итого            | 31   | 2    | 1            | 0            | 2          | 0          | 0         | 0         | 34    | 2     |
| Мускрон-Перювельз | Про-лига         | 2015/16          | 3    | 0    | 2            | 0            | 0          | 0          | 0         | 0         | 5     | 0     |
| Мускрон-Перювельз | Итого            | Итого            | 3    | 0    | 2            | 0            | 0          | 0          | 0         | 0         | 5     | 0     |
| Всего за карьеру  | Всего за карьеру | Всего за карьеру | 34   | 2    | 3            | 0            | 2          | 0          | 0         | 0         | 39    | 2     |

### Международная статистика
| Сборная          | Сезон            | Товарищеские | Товарищеские | Турниры | Турниры | Всего | Всего |
| Сборная          | Сезон            | Игры         | Голы         | Игры    | Голы    | Игры  | Голы  |
| ---------------- | ---------------- | ------------ | ------------ | ------- | ------- | ----- | ----- |
| Румыния          | 2014             | 1            | 0            | 0       | 0       | 1     | 0     |
| Румыния          | 2015             | 2            | 0            | 0       | 0       | 2     | 0     |
| Всего за карьеру | Всего за карьеру | 3            | 0            | 0       | 0       | 3     | 0     |

### Матчи и голы за сборную
| Матчи и голы Мани за сборную Румынии | Матчи и голы Мани за сборную Румынии | Матчи и голы Мани за сборную Румынии | Матчи и голы Мани за сборную Румынии | Матчи и голы Мани за сборную Румынии | Матчи и голы Мани за сборную Румынии |
| №                                    | Дата                                 | Оппонент                             | Счёт                                 | Голы Мани                            | Соревнование                         |
| ------------------------------------ | ------------------------------------ | ------------------------------------ | ------------------------------------ | ------------------------------------ | ------------------------------------ |
| 1                                    | 31 мая 2014                          | Албания                              | 1:0                                  | —                                    | Товарищеский матч                    |
| 2                                    | 7 февраля 2015                       | Болгария                             | 0:0                                  | —                                    | Товарищеский матч                    |
| 3                                    | 14 февраля 2015                      | Молдавия                             | 2:1                                  | —                                    | Товарищеский матч                    |

Итого: 3 матча / 0 голов; 2 победы, 1 ничья, 0 поражений.